# كين بونز
كين بونز (بالإنجليزية: Ken Bones)‏ هو ممثل بريطاني، ولد في 1950م.

## وصلات خارجية
- كين بونز على موقع IMDb (الإنجليزية)
- كين بونز على موقع قاعدة بيانات برودواي على الإنترنت (الإنجليزية)
- كين بونز على موقع قاعدة بيانات الفيلم (الإنجليزية)